# كارميلو روبليدو
كارميلو روبليدو (بالإسبانية: Carmelo Robledo)‏ (13 يوليو 1912 – 1 يناير 1982) هو ملاكم أرجنتيني راحل، مثّل بلاده في الألعاب الأولمبية الصيفية في دورتي 1928 و1932.

## روابط خارجية
كارميلو روبليدو على موقع أوليمبيديا (الإنجليزية)